# Copa Audi de 2017
A Copa Audi 2017 foi a quinta edição do torneio amistoso, que ocorreu entre 1 e 2 de agosto de 2017. Todos os jogos foram disputados na Allianz Arena, em Munique, Alemanha.
A competição contou os seguintes clubes: Bayern de Munique (atual campeão e time-sede), Atlético de Madrid, Liverpool e S.S.C. Napoli. Na final o Atlético empatou no tempo normal com o Liverpool e, nas penalidades máximas, venceu por 5 a 4, sagrando-se assim o campeão da competição.

## Participantes
- Bayern de Munique
- Atlético de Madrid
- Liverpool
- Napoli

## Regulamento
O torneio será disputado em dois dias 1 de agosto e 2 de agosto de 2017. No primeiro dia, será disputada as semifinais, e no segundo dia a decisão do terceiro lugar e a final.

## Esquema
Todos os jogos seguem o fuso horário do Brasil (UTC-03:00).
|  | Semifinais 1 de agosto | Semifinais 1 de agosto |       |        | Final 2 de agosto  | Final 2 de agosto |  |
|  |                        |                        |       |        |                    |                   |  |
|  |                        |                        |       |        |                    |                   |  |
|  | Atlético de Madrid     | 2                      |       |        |                    |                   |  |
|  | Napoli                 | 1                      |       |        |                    |                   |  |
|  |                        |                        |       |        |                    |                   |  |
|  |                        |                        |       |        |                    |                   |  |
|  |                        |                        |       |        | Atlético de Madrid | 1 (5)             |  |
|  |                        | Liverpool              | 1 (4) |        |                    |                   |  |
|  |                        |                        |       |        |                    |                   |  |
|  |                        |                        |       |        |                    |                   |  |
|  |                        |                        |       |        | Terceiro lugar     |                   |  |
|  |                        |                        |       |        |                    |                   |  |
|  | Bayern de Munique      | 0                      |       | Napoli | 2                  |                   |  |
|  | Liverpool              | 3                      |       |        | Bayern de Munique  | 0                 |  |

## Jogos
Todas as partidas seguem o fuso horário de verão da Alemanha (UTC+2).

### Semifinais
| 1 de agosto | Atlético de Madrid      | 2 – 1     | Napoli       | Allianz Arena, Munique                      |
| 12:45       | Torres 72' · Vietto 81' | Relatório | 56' Callejón | Público: 57 500 Árbitro: ALE Benjamin Brand |

| 1 de agosto | Bayern de Munique | 0 – 3     | Liverpool                           | Allianz Arena, Munique                       |
| 15:30       |                   | Relatório | 7' Mané · 34' Salah · 83' Sturridge | Público: 57 500 Árbitro: ALE Robert Hartmann |

### Decisão do terceiro lugar
| 2 de agosto | Bayern de Munique | 0 – 2     | Napoli                          | Allianz Arena, Munique                       |
| 12:45       |                   | Relatório | 14' Koulibaly · 55' Giaccherini | Público: 66 000 Árbitro: ALE Benjamin Cortus |

### Final
| 2 de agosto | Liverpool         | 1 – 1     | Atlético de Madrid | Allianz Arena, Munique                   |
| 15:30       | Firmino 82' (pen) | Relatório | 33' Bare           | Público: 66 000 Árbitro: ALE Felix Brych |

|                                     |       | Penalidades                              |  |
| Firmino Henderson Origi Kent Grujić | 4 – 5 | Griezmann Torres Gabi Gaitán Filipe Luís |  |

## Premiações

### Campeão
| Copa Audi de 2017                      |
| Espanha                                |
| -------------------------------------- |
| Atlético de Madrid Campeão (1º título) |

### Artilharia
1 goal
- Emanuele Giaccherini (Napoli)
- José Callejón (Napoli)
- Kalidou Koulibaly (Napoli)
- Daniel Sturridge (Liverpool)
- Mohamed Salah (Liverpool)
- Roberto Firmino (Liverpool)
- Sadio Mané (Liverpool)
- Fernando Torres (Atlético de Madrid)
- Keidi Bare (Atlético de Madrid)
- Luciano Vietto (Atlético de Madrid)